# Haemulon carbonarium
Haemulon carbonarium är en fiskart som beskrevs av Poey, 1860. Haemulon carbonarium ingår i släktet Haemulon och familjen Haemulidae. Inga underarter finns listade i Catalogue of Life.